# ألبرت هندرسون (ممثل)
ألبرت هندرسون (بالإنجليزية: Albert Henderson)‏ هو ممثل أمريكي، ولد في 29 يناير 1915 بنيويورك في الولايات المتحدة، وتوفي في 17 يناير 2004 بلوس أنجلوس في الولايات المتحدة.

## أعمال

### أفلام
- (1995) مغادرة لاس فيغاس[2]

## وصلات خارجية
- ألبرت هندرسون على موقع IMDb (الإنجليزية)
- ألبرت هندرسون على موقع ألو سيني (الفرنسية)
- ألبرت هندرسون على موقع أول موفي (الإنجليزية)
- ألبرت هندرسون على موقع قاعدة بيانات الأفلام السويدية (السويدية)
- ألبرت هندرسون على موقع قاعدة بيانات الفيلم (الإنجليزية)